# Інтерлейкен (Каліфорнія)
Інтерлейкен (англ. Interlaken) — переписна місцевість (CDP) в США, в окрузі Санта-Крус штату Каліфорнія. Населення — 7368 осіб (2020).

## Географія
Інтерлейкен розташований за координатами 36°57′4″ пн. ш. 121°44′14″ зх. д. / 36.95111° пн. ш. 121.73722° зх. д. (36.950991, -121.737250).  За даними Бюро перепису населення США в 2010 році переписна місцевість мала площу 26,42 км², з яких 25,40 км² — суходіл та 1,03 км² — водойми.

## Демографія
Згідно з переписом 2010 року, у переписній місцевості мешкала 7321 особа в 1690 домогосподарствах у складі 1425 родин. Густота населення становила 277 осіб/км².  Було 1759 помешкань (67/км²).
Расовий склад населення:
| - 52,7 % — білих - 4,1 % — азіатів - 1,7 % — корінних американців - 0,8 % — чорних або афроамериканців - 35,1 % — осіб інших рас |

До двох чи більше рас належало 5,5 %. Частка іспаномовних становила 71,9 % від усіх жителів.
За віковим діапазоном населення розподілялося таким чином: 29,2 % — особи молодші 18 років, 62,2 % — особи у віці 18—64 років, 8,6 % — особи у віці 65 років та старші. Медіана віку мешканця становила 30,5 року. На 100 осіб жіночої статі у переписній місцевості припадало 109,6 чоловіків;  на 100 жінок у віці від 18 років та старших — 106,7 чоловіків також старших 18 років.
Середній дохід на одне домашнє господарство  становив 86 972 долари США (медіана — 64 938), а середній дохід на одну сім'ю — 89 575 доларів (медіана — 66 903). Медіана доходів становила 35 144 долари для чоловіків та 27 959 доларів для жінок. За межею бідності перебувало 12,4 % осіб, у тому числі 14,9 % дітей у віці до 18 років та 7,1 % осіб у віці 65 років та старших.
Цивільне працевлаштоване населення становило 3311 осіб. Основні галузі зайнятості: освіта, охорона здоров'я та соціальна допомога — 18,2 %, роздрібна торгівля — 16,0 %, науковці, спеціалісти, менеджери — 12,2 %, сільське господарство, лісництво, риболовля — 11,7 %.